# Бвегадзи, Татиана
Татиана Бвегадзи (фр. Tatiana Bvegadzi; род. 30 января 1979, Браззавиль) — конголезская дзюдоистка, выступавшая в тяжёлой весовой категории среди женщин. Завоевала бронзовую медаль в весовой категории свыше 78 кг на чемпионате Африки по дзюдо 2004 года в Тунисе и представляла Республику Конго на летних Олимпийских играх 2004 года.

## Карьера
Стала единственной дзюдоисткой в составе сборной Республики Конго в женском тяжёлом весе (свыше 78 кг) на летних Олимпийских играх 2004 года в Афинах, заняв третье место и получив приглашение на чемпионат Африки в Тунисе. В первом поединке она проиграла кубинской дзюдоистке, будущей серебряной медалистке Дайме Бельтран, которая уложила её на татами броском за сорок три секунды.
Пробовала завоевать первую олимпийскую медаль для Республики Конго на этих Олимпийских играх, но не смогла дойти до финала, проиграв британке Карине Брайант почти через две минуты после начала их поединка.